# Сержантово
Сержа́нтово — село Дальнегорского городского округа Приморского края.

## История
Основано в 1932 г. как поселок «14 км» (подсобное хозяйство комбината «Сихали»).
К концу 1933 года в хозяйстве работало около 300 человек, в основном это были жители близлежащих населенных пунктов.
В 1934 году был построен первый 8-ми квартирный барак. Позже стали возводиться 2-х квартирные дома.
В 1939 – 1940 годах были открыты магазин, столовая.
20 сентября 1956 года к подсобному хозяйству присоединился колхоз им. М.И. Калинина из Лидовки,
В 1961 году присоединился рыболовецкий колхоз “Смычка”. Данные хозяйства послужили базой для создания в 1966 году совхоза “Тетюхинский”.
В 1968 году этому населенному пункту было присвоено наименование Сержантово.

## География
Село Сержантово расположено на левом берегу реки Рудная.
Сержантово стоит на автодороге Осиновка — Рудная Пристань, расстояние до Дальнегорска (на запад) около 26 км, расстояние до Рудной Пристани (на восток) около 10 км.
В долине реки Рудная параллельно автотрассе через село проходила узкоколейная железная дорога ГМК «Дальполиметалл», в 2010 гг. бо́льшая часть узкоколейки разобрана.

## Население
| 2002 | 2010  |
| ---- | ----- |
| 1490 | ↘1454 |

## Экономика
Окрестности села отличаются наиболее благоприятным климатом для ведения сельского хозяйства в Дальнегорском городском округе. Сюда редко проникают холодные морские туманы с побережья. Кроме того, село расположено на небольшой высоте над уровнем моря и вдалеке от главного водораздела Сихотэ-Алиня, поэтому осенние заморозки здесь наступают позже. На окраине Сержантово до 1990-х годов работало крупное тепличное хозяйство.
В конце 1990-х - начале 2000-х, в нескольких километрах от села, вел добычу золото-серебряной руды небольшой рудник "Майский".
- Жители занимаются сельским хозяйством.
- В окрестностях села находятся дачные участки дальнегорцев.